# Dual (Grammatik)
Der Dual (auch: Zweizahl oder Dualis, lateinisch [numerus] dualis, zu lat. duo „zwei“) ist eine grammatikalische Unterkategorie des Numerus. Im Gegensatz zum Singular und zum unpräzisen Plural bezeichnet der Dual eine Zweizahl der beschriebenen Elemente mit eigenen verbalen bzw. nominalen Formen (wie die beiden weiteren auftretenden Numerus-Kategorien Trial und Paukal).

## Vorkommen
In den meisten Sprachen, die einen Dual kennen, wird er vor allem für natürlicherweise Paariges verwendet; etwa für doppelt vorhandene Körperteile wie Arme und Beine und entsprechende Kleidungsstücke wie etwa Schuhe, oder für Ehepaare. Ist die Zahl von Gegenständen oder Personen dagegen nur zufällig zwei, so wird teilweise der normale Plural verwendet.
In der Familie der indogermanischen Sprachen haben vor allem früh überlieferte Sprachen Dualformen, sowohl am Verb als auch am Nomen und Pronomen: Sanskrit, Avestisch, das homerische und klassische Altgriechisch, Altkirchenslavisch, Gotisch, Altenglisch, Altirisch und älteres Litauisch, so dass der Dual für die indogermanische Ursprache angesetzt wird.
Später wurde das Dualparadigma meistens durch Pluralformen ersetzt. Auf der anderen Seite übernahmen auch ursprüngliche Formen des Duals die Funktion des Plurals. Im Sanskrit war der Dual noch voll ausgebildet, im späteren Altgriechischen (Koine) und im Gotischen bestand der Dual noch in Überresten. Auch in den anderen germanischen Sprachen war er geläufig, verlor aber auf Grund seiner Komplexität zunehmend an Bedeutung.
Zwei alte Dualformen, die heute die Funktion des Plurals übernehmen, sind die Formen eß für „ihr“ und enk für „euch“ im Bairischen, auch enker für „euer“, eigentlich „euer beider“. Auch das Wort beide gilt als Rest des westgermanischen Duals.
Verschiedene nordfriesische Dialekte konnten Dualpronomina in der ersten und zweiten Person (z. B. wat für „wir beide“ und jat „ihr beide“), das Sylterfriesische auch in der dritten Person, bis ins 20. Jahrhundert erhalten, die Formen sind inzwischen jedoch aus dem aktiven Sprachgebrauch weitgehend verschwunden.
Auch die meisten slawischen Sprachen besaßen den Dual, haben ihn aber mittlerweile, mit Ausnahme des Slowenischen, Čakavischen und Sorbischen, verloren. In den meisten anderen slawischen Sprachen hat er lediglich in Fragmenten überlebt.
In den heutigen keltischen Sprachen existiert er als Echo in speziellen Wörtern für doppelt auftretende Körperteile, wenn ansonsten nach 2 (wie nach anderen Zahlwörtern) der Singular stünde. Im Altirischen war er noch stärker, bis in die Flexion der Substantive hinein, ausgeprägt.
In zahlreichen außereuropäischen Sprachfamilien existiert ein Dual. Die meisten semitischen Sprachen kennen ihn, beispielsweise das Hebräische (für paarige Körperteile, z. B. Augen und Hände, für symmetrische Gegenstände, z. B. Hose und Schere, sowie Zahlen und bestimmte Zeitangaben, z. B. zweihundert, zweitausend; zwei Tage/Wochen/Monate/Jahre). Im Arabischen ist er noch allgemein lebendig.
Im Türkischen und anderen Turksprachen sind Spuren eines ursprünglichen Duals (mit dem Suffix -z) noch in Bezeichnungen für paarige Körperteile wie göz „Auge“, diz „Knie“, göğüz „Brust“ boynuz „Geweih“, „Horn“, den Pluralformen der Personalpronomen biz „wir“ und siz „ihr“ und etwa ikiz „Zwillinge“ (von iki  „zwei“) erhalten. Das Suffix ist aber in keiner überlieferten Turksprache als Dual lebendig, die Analogiebildung üçüz „Drillinge“ (von üç „drei“) etwa hat keine Dualbedeutung.
In den nordirokesischen Sprachen existiert der Dual als lebendige Form.

## Beispiele

### Altnordisch
Im Altnordischen hatten nur die Personalpronomina der ersten und zweiten Person Dualformen:
| Nom. Sg.  | Akk. Sg.  | Dat. Sg.  | Gen. Sg.  |           |
| --------- | --------- | --------- | --------- | --------- |
| ek        | mik       | mēr       | mīn       | ich       |
| þū        | þik       | þēr       | þīn       | du        |
| Nom. Dual | Akk. Dual | Dat. Dual | Gen. Dual |           |
| vit       | okkr      | okkr      | okkar     | wir beide |
| it        | ykkr      | ykkr      | ykkar     | ihr beide |
| Nom. Pl.  | Akk. Pl.  | Dat. Pl.  | Gen. Pl.  |           |
| vēr       | oss       | oss       | vār       | wir       |
| þēr       | yðr       | yðr       | yðar      | ihr       |

### Arabisch
| Singular (Einzahl)              | Dual (Zweizahl)                                         | Plural (Mehrzahl)                          |
| ------------------------------- | ------------------------------------------------------- | ------------------------------------------ |
| *البيت al-baytu ‚das Haus‘      | البيتان al-baytāni ‚die beiden Häuser, die zwei Häuser‘ | البيوت al-buyūtu ‚die Häuser‘              |
| *أنت ʾanta, ʾanti ‚du‘ (m., f.) | أنتما ʾantumā ‚ihr beide‘                               | أنتم, أنتن ʾantum, ʾantunna ‚ihr‘ (m., f.) |

Im Arabischen wird der Dual in der Hochsprache (für Religion, Literatur, Zeitung, Nachrichten, offizielle Reden) in allen grammatikalischen Zusammenhängen, also am Verb, Adjektiv, Pronomen und Substantiv, zwingend markiert. In allen arabischen Dialekten wird der Dual nur noch am Substantiv markiert. Dies ist in den meisten Dialekten (bis auf z. B. Marokkanisch) auch produktiv. Beispielsweise steht der Ländername Bahrain im Dual (arabisch البحرين al-Bahrain, DMG al-Baḥrayn – „die zwei Meere“) von arabisch البين al-bahr, DMG al-baḥr („das Meer“).

### Bairisch
Im Bairischen wird das ursprüngliche Pronomen für die 2. Person Dual als allgemeine Pluralform verwendet. Einen eigenen Dual gibt es heute nicht mehr.
Übernahme des Plurals:
- im Bair. és (oft „eß“, „öß“, „ös“ geschrieben, Aussprache aber immer „es“) „ihr“ < „ihr beide“
- im Bair. enk „euch“ < „euch beiden“
- Dem ursprünglichen Dualpronomen entspricht auch die Verbalendung -ts statt -t für die 2. Person Plural: és gebts = „ihr gebt“.

### Gotisch
Im Gotischen hat sich der Dual bei den Personalpronomen und den Verben erhalten, bei den Substantiven nicht.
- Got. wit „wir beide“ (vs. weis „wir“)
- Got. igqis „euch beiden“ (vs. izwis „euch“). Der Nominativ Dual in der 2. Person ist nicht überliefert und wird als *jut („ihr beide“) rekonstruiert. igqis entspricht einer frühen Form von bairisch enk.
- Auch bei den Verben gibt es in der 1. und 2. Person Dualendungen: (wit) sôkjôs, (*jut) sôkjats „wir beide suchen, ihr beide sucht“, vs. (weis) sôkjam, (*jut) sôkeiþ „wir suchen, ihr sucht“. Die Endung -ts der 2. Person Dual entspricht der bairischen Endung der 2. Person Plural -ts.

### Gälisch
Im schottisch-gälischen wird die Dualform des Substantivs nach den Zahlen dà („zwei“) und fichead („zwanzig“) verwendet, auch bei Gegenständen, die nicht naturgemäß paarweise vorkommen. Die Dualform ist gleich dem Singular, aber mit Lenierung des ersten Konsonanten.
- taigh – (ein) Haus
- dà thaigh – zwei Häuser
- trì taighean – drei Häuser
- deich taighean – zehn Häuser
- fichead thaigh – zwanzig Häuser
- ceud taighean – hundert Häuser

Diese Dualform wird nur dann verwendet, wenn das Zahlwort vor dem Substantiv steht; ansonsten ist taighean zwei oder mehr Häuser.

### Griechisch
Anders als das Lateinische hat das Altgriechische den indogermanischen Dual bewahrt. Allerdings zeigen sich schon einige Synkretismen: So besitzt der Dual der Substantive und Pronomina nur zwei Formen, die eine für Nominativ, Akkusativ und Vokativ, die andere für Genitiv und Dativ; bei den Verben besitzt die erste Person überhaupt keine eigene Dualform und die zweite und dritte Person Dual lauten in den Haupttempora gleich.
Der Dual kommt bei Homer noch häufig vor und ist auch im klassischen Attischen noch recht lebendig, gerät aber mit der Koine zusehends außer Gebrauch. Das Neugriechische besitzt keinen Dual mehr.
Beispiele:
| Singular                         | Dual                                  | Plural                              |
| -------------------------------- | ------------------------------------- | ----------------------------------- |
| Substantive                      |                                       |                                     |
| ὁ ποταμός ho potamos „der Fluss“ | τὼ ποταμώ tō potamō „die zwei Flüsse“ | οἱ ποταμοί hoi potamoi „die Flüsse“ |
| ἡ χώρα hē chōrā „das Land“       | τὼ χώρα tō chōrā „die zwei Länder“    | αἱ χώραι hai chōrai „die Länder“    |
| ὁ ἀνήρ ho anēr „der Mann“        | τὼ ἄνδρε tō andre „die zwei Männer“   | οἱ ἄνδρες hoi andres „die Männer“   |
| Pronomina                        |                                       |                                     |
| ἐγώ egō „ich“                    | νώ nō „wir beide“                     | ἡμεῖς hēmeis „wir“                  |
| σύ sy „du“                       | σφώ sphō „ihr beide“                  | ὑμεῖς hymeis „ihr“                  |
| Verben                           |                                       |                                     |
| λύεις lyeis „du löst“            | λύετον lyeton „ihr beide löst“        | λύετε lyete „ihr löst“              |
| λύει lyei „er/sie/es löst“       | λύετον lyeton „sie beide lösen“       | λύουσιν lyousin „sie lösen“         |

### Hebräisch
Im Hebräischen ist die Dualform יים- (-ajim) nur für einige paarweise vorhandene, meist weibliche Substantive vorhanden. Diese wird dann auch für den Plural allgemein verwendet.
- עין Auge  – עיניים Augen
- רגל Fuß   – רגליים Füße
- נעל Schuh – נעליים Schuhe

Das gilt auch für Ohren, Schultern, Socken, Brille, Hose usw. Bei Zeitangaben (Stunde, Tag, Woche, Monat, Jahr) wird zwischen Dual und Plural unterschieden. Der hebräische Name für Ägypten, Mitzrajim, ist vermutlich deshalb eine Dualform, weil das Land sich in Ober- und Unterägypten einteilen ließ.

### Isländisch
hver jeder/wer (von vielen), aber hvor jeder/wer (von zweien)
Z. B. hver þeirra welcher von ihnen, aber hvor þeirra welcher von ihnen beiden

### Latein
Der Dual ist im Lateinischen bis auf wenige Ausnahmen nicht mehr erhalten. Die lateinischen Wörter duo („zwei“),  ambo („beide“) und octo („acht“, ursprünglich vermutlich „zweimal vier Finger“) zeigen noch die alte Dualendung -ō.

### Litauisch
| Singular            | Dual    | Plural   |
| ------------------- | ------- | -------- |
| vyras („Mann“)      | vyru    | vyrai    |
| mergina („Mädchen“) | mergini | merginos |
| einu („ich gehe“)   | einava  | einame   |

### Mohawk
- Sewahtáhkwa (sewaɦ'daɦkwa) „Schuh“ (Singular)
- Tewahtáhkwake (tewaɦ'daɦkwage) „Schuhe“ (Dual)
- Áhsen niwahtáhkwake ('aɦsə̃ niwaɦ'daɦkwage) „drei Schuhe“ (Plural)

### Niedersorbisch
| Singular                      | Dual    | Plural  |
| ----------------------------- | ------- | ------- |
| wuknik („Schüler“ – maskulin) | wuknika | wukniki |
| źowćo („Mädchen“ – neutrum)   | źowći   | źowća   |
| wokno („Fenster“ – neutral)   | woknje  | wokna   |

### Obersorbisch
Im Standard-Obersorbischen ist der Dual sowohl in der Deklination als auch bei der Konjugation der Verben obligatorisch. In den Dialekten und der Umgangssprache wird er jedoch häufig nicht konsequent angewendet und durch den Plural ersetzt.
| Singular                                          | Dual     | Plural  |
| ------------------------------------------------- | -------- | ------- |
| šuler („Schüler“ – maskulin mit „weicher“ Endung) | šulerjej | šulerjo |
| tykanc („Kuchen“ – maskulin mit „harter“ Endung)  | tykancaj | tykancy |
| holca („Mädchen“ – feminin)                       | holcy    | holcy   |
| wokno („Fenster“ – neutral)                       | woknje   | wokna   |

| Singular                                                                              | Dual | Plural                                                                                            |
| ------------------------------------------------------------------------------------- | --- | ------------------------------------------------------------------------------------------------- |
| Holca čita rjanu knihu. („[das] Mädchen liest [ein] schönes Buch“)                    | Holcy čitatej rjanej knize. („[die beiden] Mädchen lesen [zwei] schöne Bücher“)                         | Holcy čitaja rjane knihi. („[die (Pl.)] Mädchen lesen [mehrere] schöne Bücher“)                   |
| Dźěd rěči z nowym susodom. („[der] Großvater spricht mit [dem/einem] neuen Nachbarn“) | Dźědaj rěčitaj z nowymaj susodomaj. („[die beiden] Großväter sprechen mit [den beiden] neuen Nachbarn“) | Dźědojo rěča z nowymi susodami. („[die (Pl.)] Großväter sprechen mit [den (Pl.)] neuen Nachbarn“) |
| Widźiš tute wysoke twarjenje? („Siehst [du] dieses hohe Gebäude?“)                    | Widźitej tutej wysokej twarjeni? („Seht [ihr beide (f.)] diese [beiden] hohen Gebäude?“)                | Widźiće tute wysoke twarjenja? („Seht [ihr (Pl.)] diese hohen Gebäude?“)                          |

### Polnisch
Im Polnischen gibt es heutzutage nur zwei Numeri: Singular und Plural. Ursprünglich gab es noch einen Dual, der jedoch (wie in fast allen slawischen Sprachen) verloren gegangen ist. Seine Spuren sind jedoch bis heute im Polnischen anzutreffen, wenn auch sehr selten, so bei Körperteilen, die doppelt vorkommen: w ręce („in einer Hand“), w ręku („in beiden Händen“), w rękach („in den Händen“ z. B. von Feinden, also in mehreren Händen), das sich von ręka („die Hand“), dwie ręce („zwei Hände“), trzy ręki (veraltet) („drei Hände“) ableitet. In Sprichwörtern ist dieser oft zu finden (z. B. mądrej głowie dość dwie słowie: für einen klugen Kopf genügen zwei Worte statt dwa słowa „zwei Wörter“) und zuletzt beim polnischen Schriftsteller Adam Mickiewicz, also noch im 19. Jahrhundert.
In einigen kleinpolnischen Dialekten ist der Dual der Verben erhalten, beispielsweise pijewa „wir trinken“, widzieliśwa „wir sahen“.

### Slowenisch
Das Slowenische verwendet den Dual durchgängig bei Substantiven, Adjektiven, Pronomen und Verben.
| Singular                            | Dual                       | Plural              |
| ----------------------------------- | -------------------------- | ------------------- |
| Substantiv                          |                            |                     |
| korak („Schritt“ – maskulin)        | koraka („beide Schritte“)  | koraki („Schritte“) |
| lipa („Linde“ – feminin)            | lipi („beide Linden“)      | lipe („Linden“)     |
| mesto („Stadt“ – neutral)           | mesti („beide Städte“)     | mesta („Städte“)    |
| Verb                                |                            |                     |
| grem („ich gehe“, 1. Person)        | greva („wir beide gehen“)  | gremo („wir gehen“) |
| greš („du gehst“, 2. Person)        | gresta („ihr beide geht“)  | greste („ihr geht“) |
| gre („er geht“, 3. Person)          | gresta („sie beide gehen“) | gredo („sie gehen“) |
| Possessivpronomen                   |                            |                     |
| moj („mein“, 1. Person)             | najin („unser beider“)     | naš („unser“)       |
| tvoj („dein“, 2. Person)            | vajin („euer beider“)      | vaš („euer“)        |
| njegov/njen („sein/ihr“, 3. Person) | njun („ihr beider“)        | njihov („ihr“)      |

### Tschechisch
Im Tschechischen wurde der Dual bei Substantiven und Verben ca. bis ins 15. Jahrhundert verwendet. Davon sind heute noch bei den Bezeichnungen für einige paarweise vorkommende Körperteile von Mensch und Tier im Genitiv, Präpositiv und Instrumental des Plurals Formen erhalten.
| Nom. Sg.          | Nom. Pl. | Gen. Pl. | Präp. Pl. | Instr. Pl. |
| ----------------- | -------- | -------- | --------- | ---------- |
| noha (Bein, Fuß)  | nohy     | nohou    | nohou     | nohama     |
| ruka (Hand, Arm)  | ruce     | rukou    | rukou     | rukama     |
| rameno (Schulter) | ramena   | ramenou  | ramenou   | rameny     |
| koleno (Knie)     | kolena   | kolenou  | kolenou   | koleny     |
| prsa (Brust)      | prsa     | prsou    | prsou     | prsy       |
| oko (Auge)        | oči      | očí      | očích     | očima      |
| ucho (Ohr)        | uši      | uší      | uších     | ušima      |

Ein weiteres Beispiel ist die Bildung des Zahlwortes dvě stě (zweihundert) anstelle von dvě sta und die Deklination des Zahlwortes dva (zwei) im Instrumental Plural dvěma. Letztere unterscheidet sich von der Bildung des Instrumental Plural weiterer Zahlwörter auf -mi wie třemi (drei) und čtyřmi (vier).
In der gesprochenen Sprache überträgt man oft die Instrumentalbildung des Dual auf den Instrumental Plural des entsprechenden Genus: s kamarádama anstelle von s kamarády (mit den Freunden).

## Der philosophische Inhalt des Dualis
Mit der sprachphilosophischen Durchdringung des Dualis beschäftigte sich der deutsche Universalgelehrte Wilhelm von Humboldt. Er wies darauf hin, dass es eine irrige Vorstellung sei, den Dualis auf den Begriff der bloßen Zahl zwei zu reduzieren. Seiner Meinung nach vereinigt er zugleich „die Plural- und Singular-Natur“ und sei gleichsam „ein Collectivsingularis der Zahl zwei“, da der Pluralis nur gelegentlich die Vielheit wieder zur Einheit zurückführt. Auf diese Weise drücke der Dualis „das Collectivsingularis“ oder die Idee der „Einheit in der Vielheit“ aus.
In einem seiner letzten Artikel, „Über den Dualis“, betonte Humboldt, es sei ein Irrtum, den Dualis für „einen Luxus und Auswuchs der Sprachen“ zu halten. Auf der Ebene der Sprachphilosophie passe sich der Dualis sehr gut in die Angemessenheit der Redefügung ein, indem er die gegenseitigen Beziehungen der Wörter zueinander vermehrt. Er erhöhe, so Humboldt, den lebendigen Eindruck der Sprache und kommt der philosophischen Erörterung der Schärfe und Kürze der Verständigung zur Hilfe. In diesem Sinne habe er allen anderen Formen „dasjenige voraus, wodurch sich jede grammatische Form in der Schärfe und Lebendigkeit der Wirkung vor einer Umschreibung durch Worte unterscheidet.“.